# La Meije
La Meije is een berg in Frankrijk in het Massif des Ecrins in het Nationaal park Écrins. Hij bevindt zich op de grens van de departementen Hautes-Alpes en Isère.
La Meije kijkt uit over het nabijgelegen dorp La Grave, een centrum voor bergbeklimmers en bekend om zijn off-piste en extreme skimogelijkheden.
La Meije heeft drie bergtoppen. Het hoogste punt van de berg heet Grand Pic de la Meije en ligt op een hoogte van 3984 m.
De eerste beklimming van La Meije werd gedaan op 16 augustus 1877 door Emmanuel Boileau de Castelnau en Pierre Gaspard en zijn zoon. In 1891 werd de eerste oversteek van west naar oost gedaan door JH Gibson, U. Almer en F. Boss.
Vanuit La Grave kan door middel van een kabelbaan in 2 etappes naar een hoogte van 3200 meter worden gegaan.